# Marian Cholewka (pilot)
Marian Cholewka (ur. 30 marca 1915 r. w Blanowicach, zm. 26 listopada 1984 r. w Katowicach) – kapitan pilot Polskich Sił Powietrznych, kawaler Virtuti Militari.

## Życiorys
Syn Antoniego i Michaliny z domu Gębka. Ukończył gimnazjum im. Kazimierza Wielkiego w Olkuszu a następnie od 1932 r. uczył się w Śląskich Technicznych Zakładach Naukowych w Katowicach. W 1934 r. ukończył kurs szybowcowy oraz odbył lotnicze Przysposobienie Wojskowe. Maturę zdał w 1936 r. i został powołany do odbycia służby wojskowej. Kurs podchorążych rezerwy ukończył w 1936 r. i został skierowany do Szkoły Podchorążych Rezerwy w Dęblinie. Szkolenie ukończył we wrześniu 1937 r. i otrzymał przydział mobilizacyjny do 2. pułku lotniczego. 
Znalazł zatrudnienie w hutnictwie, pracował w hucie Florian, a następnie w Zgoda. Kontynuował szkolenie lotnicze, od lutego do kwietnia 1939 r. odbywał szkolenie instruktora pilotażu w Radomiu. Po jego ukończeniu otrzymał etat instruktora w Szkole Pilotażu w Masłowie. Tam też został skierowany w ramach sierpniowej mobilizacji. 
Po wybuchu II wojny światowej razem ze szkołą został ewakuowany na południe. Po agresji ZSRR na Polskę przekroczył granicę z Rumunią i został internowany w Czerniowcach. Po dwóch dniach zbiegł z obozu i odpłynął z portu Bałczik na pokładzie statku "Aghios Nikolaos" do Bejrutu. Tu przesiadł się na statek "Ville de Strasburg", na pokładzie którego dotarł do Marsylii. Trafił do polskiej bazy lotniczej w Lyon-Bronn, przeszedł przeszkolenie lotnicze ale nie wziął udziału w walkach. Po upadku Francji został ewakuowany do Wielkiej Brytanii. Zgłosił się do służby w Polskich Siłach Powietrznych, otrzymał numer służbowy RAF P-0803. 
Po przeszkoleniu na sprzęcie brytyjskim w grudniu 1941 r. został przydzielony do 6 Anti-Aircraft Cooperation Unit. Stąd trafił do 58. Operational Training Unit w Grangemouth. Po ukończeniu przeszkolenia w marcu 1942 r. został przeniesiony do dywizjonu 317. Wziął udział w działaniach bojowych związanych z osłanianiem lądowania w Dieppe. 19 sierpnia jego samolot został ostrzelany przez Fw 190, w wyniku czego Cholewka został ranny w prawą rękę i nogę. Pilotowi udało się doprowadzić uszkodzoną maszynę na lotnisko w Manston, po wylądowaniu stracił przytomność. 
Do końca 1943 r. przechodził rehabilitację w angielskich szpitalach. Po jej zakończeniu otrzymał w marcu 1944 r. przydział do 6316 Echelon Operations Room, w sierpniu został przeniesiony do dywizjonu 316. Następnie służył w 61 OTU w Heston i 84 Group Support Unit RAF, aby w czerwcu 1945 powrócić do dywizjonu 317. Po zakończeniu działań wojennych zdecydował się na powrót do Polski, gdzie dotarł 22 lipca 1947 r.
Początkowo zamieszkał w Strzemeszycach a następnie przeniósł się do brata Bolesława w Warszawie i podjął pracę w Centralnym Zarządzie Przemysłu Spożywczego. 13 czerwca 1948 r. został aresztowany pod zarzutem szpiegostwa na rzecz Wielkiej Brytanii, w areszcie znalazł się również jego brat. W 1950 r. został zwolniony z braku dowodów, niestety jego brat zmarł w więzieniu podczas śledztwa. Marian powrócił w rodzinne strony, gdzie znalazł zatrudnienie w katowickich wodociągach. Zmarł 26 listopada 1984 r., został pochowany na katowickim cmentarzu parafialnym.

## Ordery i odznaczenia
Za swą służbę został odznaczony:
- Krzyż Srebrny Virtuti Militari nr 9617,
- Krzyż Walecznych – dwukrotnie,
- Medal Lotniczy – czterokrotnie,
- Odznaka za Rany i Kontuzje.

## Awanse
W czasie swej służby otrzymał awanse:
- kapral podchorąży (1937),
- podporucznik (1940),
- porucznik (1941),
- kapitan (1946).